# Metalectra pamela
Metalectra pamela là một loài bướm đêm trong họ Erebidae.